# ФК СКА-Хабаровск
Фудбалски клуб СКА-Хабаровск (рус. Футбольный клуб СКА-Хабаровск) је професионални фудбалски клуб из Хабаровска, Русија. У сезони 2017/18. наступали су по први пут у својој историји у Премијер лиги Русије али су заузели последњ 16. место. Тренутно наступају у Првој лиги.

## Историја
Клуб је неколико пута мењао име:
- ДКА (−1953)
- OДО (1954)
- ДO (1955–56)
- OСК (1957)
- СКВО (1957–59)
- СКА (1960–99)
- СКА-Енергија (1999–2016)
- СKA-Хабаровск (2016–)[1]

Клуб је почео са учешћем у совјетским фудбалским првенствима од1957. године. СКА је играо четвртфинале купа СССР 1963. године. Никада нису учествовали у првенству Совјетског Савеза или Премијер лиги Русије, до 2017. године.
Најбољи резултат СКА у совјетској Првој лиги било је 6. место 1980. године, а њихов најбољи резултат у Првој лиги Русије било је 4. место у сезони 2012/13. У баражу за промоцију у Премијер лигу играли су против ФК Ростова, који је заузео 13. место у Премијер лиги, али су изгубили са 3:0 у укупном скору и тако пропустили шансу за пласман у највиши ранг.
У сезони 2016/17. СКА је опет заузео 4. место, а противник у баражу за Премијер лигу био им је ФК Оренбург. 28. маја 2017. СКА је по први пут у својој историји успео да се пласира у Премијер лигу, након победе над Оренбургом после бољег извођења пенала 5:3, претходно су обе утакмице у регуларном току завршене нерешено 0:0.
ФК СКА је започео Премијер лигу са четири узастопна пораза. Након бољих резултата у наредних неколико кола опет почињу са дужим серијама пораза. Дошло је до смене тренера за време зимске паузе, међутим клуб наставља да бележи слабе резултате. 22. априла 2018. СКА је на домаћем терену поражен са 0–1 од Динама (у низу од 15 утакмица без победе то је био њихов 13-ти пораз) чиме су изгубили и математичке шансе за опстанак у Премијер лиги.

## Тренутни састав
Од 22. фебруара 2019.
| Бр. |              | Позиција | Играч                                               |
| --- | ------------ | -------- | --------------------------------------------------- |
| 3   | Русија       | О        | Николај Зајцев                                      |
| 5   | Русија       | О        | Иван Хомуха                                         |
| 6   | Русија       | С        | Павел Карасов (на позајмици из ФК Анжија)           |
| 7   | Туркменистан | С        | Максим Казанков                                     |
| 8   | Русија       | С        | Артемиј Малејев                                     |
| 9   | Летонија     | С        | Владимир Камеш                                      |
| 10  | Русија       | С        | Владислав Никифоров                                 |
| 11  | Русија       | Н        | Константин Базелук (на позајмици из ФК ЦСКА Москва) |
| 14  | Русија       | Н        | Александар Радченко                                 |
| 15  | Русија       | О        | Кирил Суслов                                        |
| 17  | Русија       | С        | Дмитриј Кабутов                                     |
| 18  | Украјина     | О        | Виталиј Приндета                                    |
| 21  | Русија       | О        | Константин Гарбуз (на позајмици из ФК Тамбов)       |
| 25  | Русија       | Г        | Михаил Опарин                                       |
| 26  | Русија       | С        | Александар Черевко                                  |
| 27  | Русија       | О        | Дмитриј Пономаренко                                 |
| 29  | Русија       | Г        | Владислав Соромитко                                 |

| Бр. |         | Позиција | Играч                                             |
| --- | ------- | -------- | ------------------------------------------------- |
| 31  | Русија  | Г        | Јегор Генералов                                   |
| 33  | Грузија | С        | Ираклиј Квеквескири                               |
| 34  | Русија  | С        | Леонид Вашченко                                   |
| 35  | Русија  | О        | Василиј Илик                                      |
| 37  | Русија  | Н        | Едуард Булија                                     |
| 52  | Русија  | О        | Андреј Буиволов                                   |
| 57  | Русија  | С        | Лев Ткја                                          |
| 66  | Русија  | С        | Кирил Лисин                                       |
| 69  | Русија  | Н        | Никита Балахонцев                                 |
| 71  | Русија  | Г        | Данил Абаимов                                     |
| 77  | Русија  | О        | Максим Ненахов (на позајмици из ФК Динамо Москва) |
| 78  | Русија  | Н        | Игњат Головков                                    |
| 79  | Русија  | С        | Алексеј Шалигин                                   |
| 88  | Русија  | С        | Олег Алејник                                      |
| 96  | Русија  | С        | Александар Максименко                             |
| 97  | Русија  | О        | Григориј Труфанов                                 |
| 99  | Русија  | Н        | Евгениј Кабаев                                    |